# Dendrobium verruciferum
Dendrobium verruciferum är en orkidéart som beskrevs av Heinrich Gustav Reichenbach. Dendrobium verruciferum ingår i släktet Dendrobium, och familjen orkidéer. Inga underarter finns listade i Catalogue of Life.